# Patricia Bullrich
Pour les articles homonymes, voir Bullrich.
Patricia Bullrich, née le 11 juin 1956 à Buenos Aires, est une femme politique argentine.
Elle est ministre du Travail sous le gouvernement de Fernando de la Rúa (1999-2001) et de la Sécurité sous celui de Mauricio Macri (2015-2019).
Présidente de Proposition républicaine (PRO) depuis 2020, elle se présente à l'élection présidentielle de 2023. Défaite au premier tour, elle apporte son soutien à Javier Milei, victorieux, qui la nomme ministre de la Sécurité au sein de son gouvernement. 

## Carrière politique
Patricia Bullrich est issue d'une famille de l'élite argentine, de fortune agraire et éminemment politique, qui compta plusieurs ministres et des maires de Buenos Aires.
Militante péroniste sous la dictature, elle est contrainte de s’exiler. Après le retour de la démocratie dans le pays, elle devient secrétaire au sein de l'organisation du Parti justicialiste de Buenos Aires et est élue députée péroniste en 1993. En 1995, elle est nommée législatrice de l'année.
Désillusionnée par la cause péroniste, Patricia Bullrich quitte le Congrès en 1997 et créé l'Union pour tous (es) (UPT) afin de faire campagne sur le thème de la criminalité et de la sécurité. De 1996 à 1999, elle est membre du parti Nueva Dirigencia (en) de Gustavo Béliz (en). Elle travaille pour le gouvernement de la province de Buenos Aires sur les questions de sécurité, développant un projet de police communautaire à Hurlingham qui devient bien connu à l'échelle nationale et internationale.

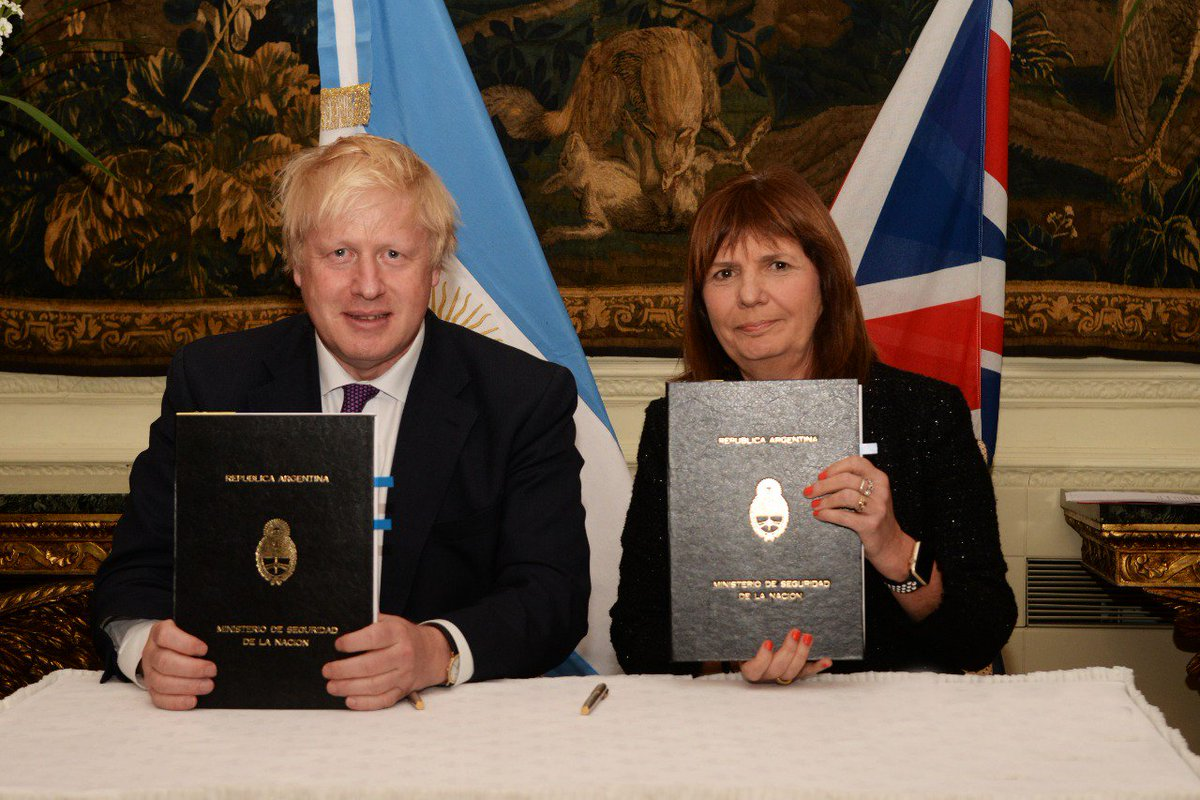
Patricia Bullrich avec le ministre britannique des Affaires étrangères Boris Johnson lors de la signature d'un protocole d'accord entre l'Argentine et le Royaume-Uni, en 2018.

En 1999, l'UPT rejoint l'Alliance pour le travail, la justice et l'éducation (en) qui porte Fernando de la Rúa jusqu'à la présidence, et Patricia Bullrich est nommée au bureau du Département de la politique criminelle et des affaires pénitentiaires. En 2001, elle est nommée ministre du cabinet, en tant que secrétaire au travail, à l'emploi et aux ressources humaines, et plus tard cette année-là en tant que secrétaire à la sécurité sociale. Lors de la crise économique de 2001, elle mène le plan visant à réduire considérablement les salaires des employés du secteur public et le niveau des retraites.
À la suite de l'effondrement du gouvernement d'alliance de De la Rúa, Patricia Bullrich et ses collègues lancent officiellement l'UPT en tant que parti politique, le 6 mars 2002. L'année suivante, le parti participe aux élections municipales de Buenos Aires, avec Patricia Bullrich comme candidate à la tête de l'Alianza Unión para Recrear Buenos Aires, en coopération avec le mouvement Recrear de Ricardo López Murphy. Ils arrivent quatrièmes avec près de 10 % des voix.
En 2007, Patricia Bullrich conduit l'UPT au sein de la Coalition civique aux côtés de divers groupes d'opposition et mouvements sociaux, principalement l'ARI (en) dirigé par Elisa Carrió. La Coalition remporte plusieurs sièges dans les chambres haute et basse du Congrès et Patricia Bullrich elle-même est élue députée de Buenos Aires. Sa politique centriste et son histoire polémique en tant que ministre du gouvernement contribuent cependant au désenchantement d'un groupe de membres de gauche de l'ARI qui quittent la Coalition civique.
À la suite de l'élection de Mauricio Macri à la présidence le 22 novembre 2015, Patricia Bullrich est nommée ministre de la Sécurité de la Nation.
Candidate à l'investiture de Proposition républicaine pour l'élection présidentielle de 2023, elle représente la tendance radicale de la droite face à Horacio Rodríguez Larreta. En novembre 2022, elle a menacé de frapper le chef de cabinet de son rival, ce qui a incité le PRO à annoncer une trêve au sein du parti. Elle se caractérise par un discours dur sur la sécurité, des positions antisyndicales et un style conflictuel.
Soutenue par l'ex-président Mauricio Macri, elle remporte la primaire face à Horacio Larreta. Elle revendique sa sympathie pour le candidat « anarcho-capitaliste » Javier Milei et son ambition de former une alliance avec lui. Lors du premier tour le 22 octobre, elle termine à la troisième place avec 23, 83 % des voix, derrière Sergio Massa et Javier Milei. Elle appelle à soutenir ce dernier pour le second tour, ce qui provoque un profond malaise au sein de sa coalition. Elle est nommée ministre de la Sécurité dans le gouvernement Milei le 10 décembre suivant.

## Prises de position
Patricia Bullrich déclare qu'elle est favorable à l'armement des citoyens : « que quiconque veut être armé soit armé ».
En raison de son rôle de ministre, elle est accusée d'être politiquement responsable de la mort de Rafael Nahuel et de Santiago Maldonado, deux manifestants qui se sont noyés en 2017 lors d'une violente charge de la police.
Elle s'oppose en 2023 à l'adhésion de l'Argentine aux BRICS.
Lors de sa campagne présidentielle de 2023, elle promet un audit sévère des programmes d'aide sociale, une réforme du droit du travail, des coupes budgétaires, une libéralisation du contrôle des changes et la fin du contrôle des prix, ou encore de s'opposer aux manifestations sociales récurrentes à Buenos Aires. Si elle se revendique dans la continuité de l'ancien président Mauricio Macri, elle critique la stratégie « gradualiste » de son mentor et plaide pour une stratégie du choc : « C'est tout ou rien », assure-t-elle dans son clip de campagne. Son programme ne comprend aucune proposition sur les questions environnementales.

## Scandale d'extorsion de D'Alessio
Selon Human Rights Watch (HRW), Patricia Bullrich est impliquée dans le scandale D'Alessio, dans lequel Marcelo D'Alessio est accusé d'avoir extorqué diverses personnes en utilisant des preuves obtenues par des caméras cachées ou obtenues de leur vie privée, afin de « forcer les gens à avouer des crimes ou à impliquer d'autres personnes ». Selon HRW, « les communications interceptées suggèrent que Patricia Bullrich, la ministre de la Sécurité, a des liens et a donné des instructions à D'Alessio ».